# Го-Даиго
Го-Даиго (1288-1339, владао 1318-1336, после тога успоставио Јужни двор у изгнанству), јапански цар који је покренуо Генко рат (1331-1333) којим је оборио шогунат Камакура и успоставио краткотрајну обнову царске власти познату као Кенмо обнова (1333-1336). Његово име значи Каснији Даиго, другим речима, Даиго II.

## Биографија

### Расцеп у царској породици
Јапански цар Го-Сага (владао 1242-1246, а као бивши цар де фацто до смрти 1272) био је крунисан уз благослов шогуната Камакура и владао је тридесет година у потпуној слози са шогунатом, којим су за то време управљали регенти Хоџо Токијори и Хоџо Токимуне. Његов син, принц Мунетака, постављен је за формалног шогуна 1252. После његове смрти (1272) јавио се проблем престолонаследника, углавном његовом кривицом, пошто је по његовој жељи његовог старијег сина, цара Го-Фукакусу (владао 1246-1259), наследио његов млађи син и миљеник, цар Камејама (владао 1259-1274). При томе, цар Госага препустио је одлуку о избору њиховог наследника шогунату, који је препустио избор цару Камејами. Године 1274. Камејама је препустио престо свом сину, цару Гоуди (владао 1274-1288), али је по налогу шогуната морао да усвоји братовог сина и именује га престолонаследником. Верује се да је интервенција шогуната имала за циљ да подстакне трвења у царској породици и тако је додатно ослаби. Најзад, 1287. шогунат је присилио цара Гоуду да абдицира и крунисао за цара Фушимија (Го-Фукакусиног сина, владао 1288-1298), док је Го-Фукакуса преузео врховну власт од Камејаме. Две године касније (1289) Фушимијев син је проглашен за престлонаследника, а шогун, принц Корејасу (Мунетакин син), смењен је у корист принца Хисаакире, Гофукакусиног сина. Тако је Гофукакусина грана царске породице заузимала место цара у Кјоту и шогуна у Камакури. Ове смене на положајима изазвале су велико незадовољство, и један ронин је напао царску палату и покушао да убије цара, па је бивши цар Камејама, оптужен за овај инцидент, протеран у манастир.
Године 1297, регент Хоџо Садатоки сменио је цара Фушимија и крунисао његовог сина, Гофушимија (владао 1298-1301), али је за престолонаследника именовао Гониџа, Гоудиног сина и Камејаминог унука. Тако је шогунат усвојио систем наизменичног наслеђивања између Гофукакусиних и Камејаминих потомака. У том циљу, цар Гофушими је већ 1301. смењен у корист цара Гониџа из друге гране (владао 1301-1308), али је за престолонаследника именован Гофушимијев млађи брат Ханазоно. Овај систем наизменичног царског наслеђа, који је подстицао шогунат Камакура, сада је трајао већ 30 година и довео је до стварања две непријатељске гране царске породице, око којих су се окупили дворани. Ове две гране назване су по својим приватним палатама - Камејамина грана названа је Даикакуџи линија, а Гофукакусина линија је позната као Џимјо-ин.
После Гониџове смрти (грана Даикакуџи) наследио га је цар  Ханазоно (грана Џимјо-ин, владао 1308-1318), док је за престолонаследника одређен Гониџов брат, принц Такахару. Принц Такахару је дошао на власт након абдикације цара Ханазоноа 1318, и за своје постхумно име, под којим је упамћен у историји, узео је име Го-Даиго (Даиго II), по угледу на цара Даига (владао 897-930). Ово име било је симболично, пошто је млади цар одлучио да обнови директну власт царева од старине и обори војну диктатуру шогуната Камакура.

### Кенмо обнова
Његов покушај обнове централизоване цивилне власти у провинцијама довео га је у сукоб са његовим главним војсковођом, Ашикага Такауџијем, што је довело до Рата Северног и Јужног двора (1336-1392) и формирања шогуната Ашикага.

### У изгнанству
Пошто га је Ашикага Такауџи 1336. протерао из Кјота и за новог цара поставио његовог рођака, цара Комјоа (владао 1336-1348), Го-Даиго је избегао у планине провинције Јамато и успоставио супарнички Јужни Двор. После смрти у изгнанству (1339) наследио га је син Го-Мураками. Рат Северног и Јужног двора, иако фактички добијен од шогуната Ашикага и марионетског Северног двора још 1336, наставио се ниским интензитетом све до 1392, када је окончан помирењем две гране царске династије. Упркос томе што су поражени у рату, цареви Јужног двора сматрају се легитимним владарима Јапана, а цареви Северног двора претендентима или узурпаторима.